# Oswaldo Riberto
Oswaldo Riberto (Penápolis, 30 augustus 1933 – São Paulo, 23 juni 1993) was een Braziliaans voetballer, beter bekend als Riberto. 

## Biografie
Riberto trok als dertienjarige naar Ypiranga, toen nog een grote club uit São Paulo en speelde vanaf 1952 in het eerste elftal. Hij speelder er samen Mário Travaglini en Rubens Minelli. Na een korte periode bij Ponte Preta ging hij voor São Paulo spelen. In 1957 won hij er het Campeonato Paulista mee. 